# チャイカ (小惑星)
チャイカ(1671 Chaika)は、小惑星帯の小惑星である。1934年10月3日にグリゴリー・ネウイミンがシメイズ天文台で発見した。女性で初めて宇宙を訪れたワレンチナ・テレシコワを記念して、そのコールサインであった「カモメ」を意味するロシア語から命名された。
チャイカの光度曲線は3.774 ± 0.003時間の周期を見せており、その間に明るさが0.18 ± 0.03等級変化する。